# 博斯科維采

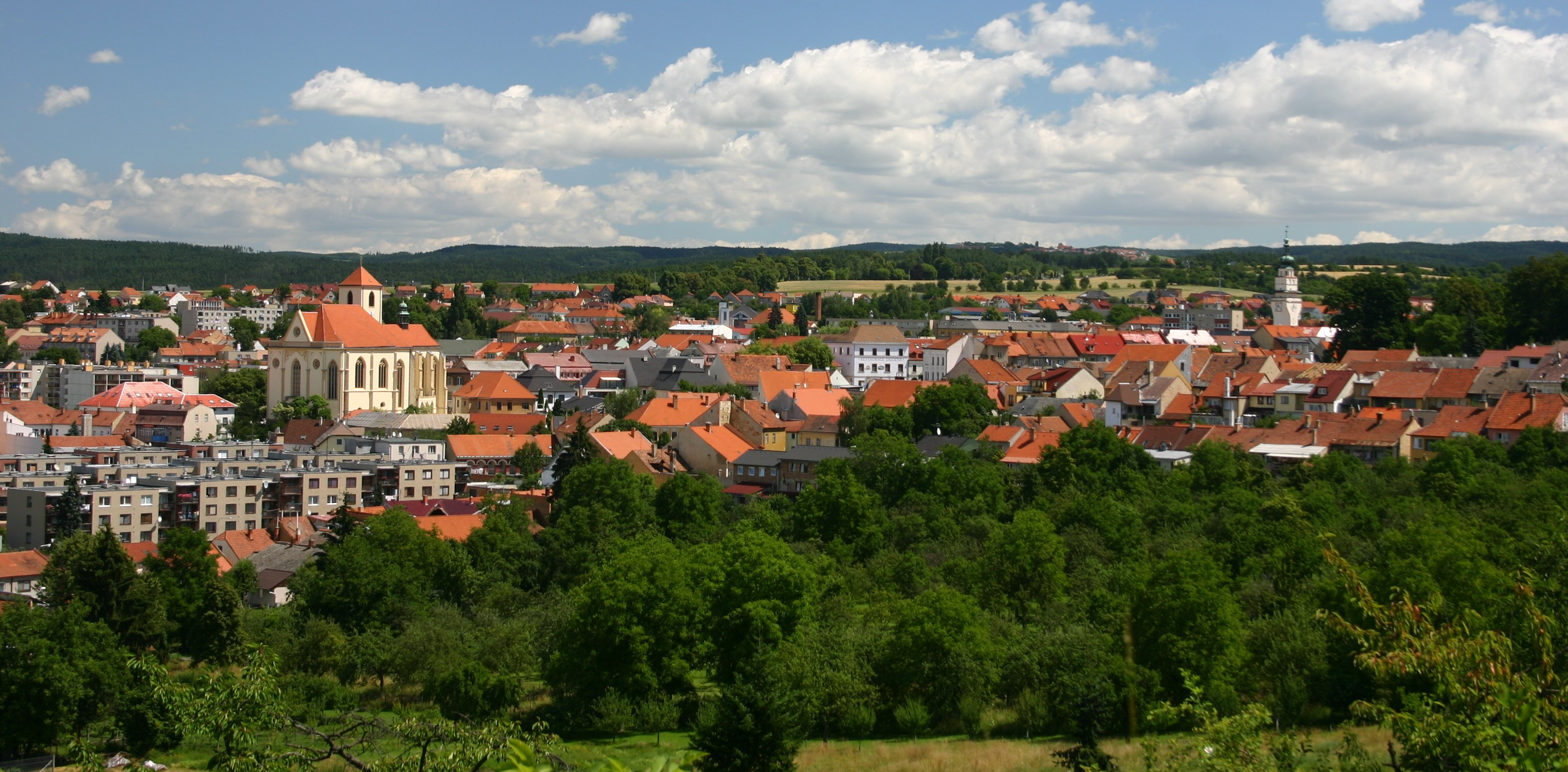

博斯科維采是捷克的城鎮，位於該國東部，距離首府布爾諾33公里，由南摩拉維亞州負責管轄，始建於十一世紀，面積27.83平方公里，海拔高度381米，2005年人口11,304。

## 外部連結
- Municipal website (in Czech) （页面存档备份，存于）
- Short history of Boskovice
- Boskovice - castle, chateau, The Residence - history, photos, plans （页面存档备份，存于）
- Vocal quartet FÓR